# Lachnaia paradoxa
Lachnaia paradoxa é uma espécie de insetos coleópteros polífagos pertencente à família Chrysomelidae.
A autoridade científica da espécie é G.A. Olivier, tendo sido descrita no ano de 1808.
Trata-se de uma espécie presente no território português.